# Urophyllum caudatum
Urophyllum caudatum är en måreväxtart som beskrevs av Elmer Drew Merrill. Urophyllum caudatum ingår i släktet Urophyllum och familjen måreväxter. Inga underarter finns listade i Catalogue of Life.